# Morton I. Abramowitz
Morton Isaac Abramowitz (Lakewood, 20 de enero de 1933 - 29 de noviembre de 2024) fue un diplomático y funcionario estadounidense del Departamento de Estado de los Estados Unidos. Comenzó su carrera en el extranjero en Taipei, Taiwán, después de unirse al servicio exterior, se desempeñó como embajador de Estados Unidos en Tailandia y Turquía y como subsecretario de Estado para Inteligencia e Investigación. Se retiró del Departamento de Estado con el rango de Embajador de Carrera. Luego se convirtió en presidente de Fondo Carnegie para la Paz Internacional y fundó el International Crisis Group. Abramowitz actualmente se desempeña como copresidente de la Iniciativa de Turquía del Centro de Política Bipartidista.

## Primeros años
Morton Abramowitz nació en Lakewood, Nueva Jersey el 20 de enero de 1933, hijo de Mendel y Dora (Smith) Abramowitz. Recibió su BA de la Universidad Stanford (en historia y economía) en 1953. Luego asistió a la Universidad de Harvard, obteniendo una maestría en 1955.
También sirvió en el Ejército de los Estados Unidos y en las Reservas del Ejército de 1958 a 1961. En 1956, Abramowitz se unió al Departamento de Estado de los Estados Unidos como pasante en administración y, luego, como economista laboral de 1957 a 1958, mientras esperaba una cita en el Departamento de Estado.

## Carrera
En 1959 se incorporó al Departamento de Estado de los Estados Unidos. Sus dos primeras asignaciones fueron como oficial económico consular en Taipei (1960-1962) y oficial económico en Hong Kong (1963-1966). Era conocido como Ai Mo-huei (艾莫惠), su nombre en mandarín durante su gira por Taiwán.
Regresó a Washington en 1966, donde pasó los siguientes siete años en diversas funciones, incluido el de asistente especial del subsecretario Elliot Richardson. De 1973 a 1978 fue asesor político del Comandante en Jefe del Comando del Pacífico (1973-1974) y luego subsecretario adjunto de Defensa para asuntos internacionales (1974-1978). En 1978, el presidente de los Estados Unidos, Jimmy Carter, nombró a Abramowitz embajador de los Estados Unidos en Tailandia, y ocupó este cargo desde el 9 de agosto de 1978 hasta el 31 de julio de 1981.
En 1983, el presidente Ronald Reagan nombró a Abramowitz como representante de Estados Unidos en las Negociaciones de Reducción de Fuerzas Mutuas y Equilibradas en Viena, con rango de embajador.
En 1985, el presidente Reagan nombró a Abramowitz como Director de la Oficina de Inteligencia e Investigación, y Abramowitz ocupó este cargo desde el 1 de febrero de 1985 hasta el 19 de mayo de 1989 (con el nombre de la oficina cambiando a Subsecretario de Estado de Inteligencia e Investigación en 1986). En 1989, el presidente George H. W. Bush nombró a Abramowitz embajador de Estados Unidos en Turquía, cargo que ocupó hasta 1991. En 1990, se le otorgó el rango de Embajador de Carrera.

## Vida posterior
Abramowitz se retiró del servicio gubernamental en 1991 y asumió el cargo de presidente del Fondo Carnegie para la Paz Internacional. Fue elegido miembro de la Academia Estadounidense de Artes y Ciencias en 1995. Se retiró de ese cargo en 1997. Desde entonces, ha sido miembro principal de The Century Foundation y director de la Fundación Nacional para la Democracia.
Es miembro de la junta del Comité Internacional de Rescate desde hace mucho tiempo.
Abramowitz desempeñó un papel de liderazgo en la fundación del International Crisis Group y ha sido miembro de la junta desde sus inicios en 1995.
Abramowitz sirvió durante nueve años en la junta del Fundación Nacional para la Democracia y, al jubilarse en 2007, recibió su Medalla al Servicio a la Democracia.

## Vida personal
Abramowitz está casado con Sheppie Glass Abramowitz, la hermana del compositor Philip Glass. Sheppie Abramowitz pasó su carrera abogando en nombre de los refugiados y solicitantes de asilo para el Comité Internacional de Rescate y KIND (Niños en Necesidad de Defensa). 
La pareja tiene dos hijos adultos. Michael Abramowitz, presidente de Freedom House, es un ex reportero y editor del Washington Post y dirigió el Comité de Conciencia del Museo Estadounidense Conmemorativo del Holocausto. Está casado con Susan Baer, ex reportera del Baltimore Sun. Su hija Rachel Abramowitz tuvo una exitosa carrera como reportera de entretenimiento para Los Angeles Times antes de embarcarse en una segunda carrera escribiendo guiones para pilotos de televisión por cable con su esposo, el guionista y el director Joshua Goldin (Wonderful World).

## Premios
- Contribuciones de por vida a la diplomacia estadounidense (2006), otorgado por la Asociación Estadounidense del Servicio Exterior.
- Medalla al Servicio a la Democracia (2007), otorgada por el Fondo Nacional para la Democracia.[13]
- Premio Joseph C. Wilson al Servicio Internacional de la Universidad de Rochester.
- Embajador de carrera (1990).[15]
- Medalla de Inteligencia Nacional (1989).[15]
- Premio del Presidente al Servicio Civil Federal Distinguido (1981, 1985, 1988).[15]

También fue galardonado con la Medalla de Inteligencia Nacional en 1989, la Copa del director general del Servicio Exterior en 1995 y el Premio por Contribuciones de por Vida a la Diplomacia Estadounidense de la Asociación Estadounidense del Servicio Exterior.

## Obras
- Los estadounidenses ignoran la crisis humanitaria de Siria, Washington Post, 5 de diciembre de 2013
- Con Richard Harris Moorsteen,Remaking China Policy. Harvard University Press. 1971. ISBN 9780674759817..
- Moviendo el glaciar: Las dos Coreas y el Instituto Internacional de Estudios Estratégicos Powers, 1971.
- Actores y problemas de Asia oriental (1991).
- China: ¿Podemos tener una política? Fundación Carnegie para la Paz Internacional, 1997, ISBN 9780870031526.
- ed. La transformación de Turquía y la política estadounidense, Century Foundation Press, 2000, ISBN 9780870784545.
- con James T. Laney, Testing North Korea: The Next Stage in U.S. and Rok Policy. Council on Foreign Relations. 2001. ISBN 9780876092811..
- ed. Estados Unidos y Turquía: aliados necesitados, Century Foundation Press, 2003, ISBN 9780870784798.
- con Stephen W. Bosworth, Chasing the Sun: Rethinking East Asian Policy Since 1992 Century Foundation, 2006, ISBN 9780870785009.